# Laphria alebas
Laphria alebas är en tvåvingeart som beskrevs av Walker 1849. Laphria alebas ingår i släktet Laphria och familjen rovflugor. Inga underarter finns listade i Catalogue of Life.